# 欧努瓦苏拉昂
欧努瓦苏拉昂（法語：Aulnois-sous-Laon，法語發音：[o(l)nwa su lɑ̃]，意为“拉昂下方的欧努瓦”）是法国上法兰西大区埃纳省的一个市镇，属于拉昂区。

## 地理
欧努瓦苏拉昂（49°36'44"N, 3°36'27"E）面积10.01 平方千米，位于法国上法蘭西大區埃纳省，该省份为法国北部内陆省份，北起北部省，西接索姆省和瓦兹省，东临阿登省和马恩省，西南至塞纳-马恩省，东北部与比利时接壤。
与欧努瓦苏拉昂接壤的市镇（或旧市镇、城区）包括：巴朗通比尼、巴朗通塞勒、贝尼和卢瓦济、谢里莱普伊、拉昂、维韦斯。

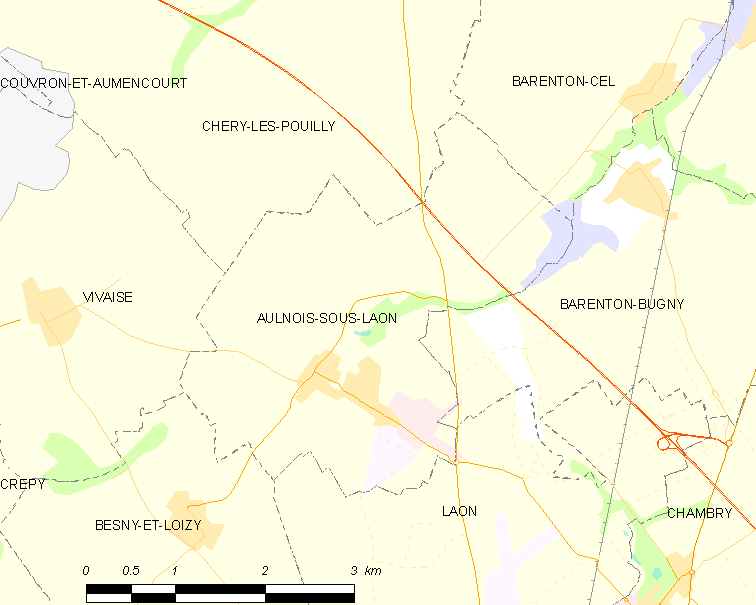
欧努瓦苏拉昂的OSM定位图

欧努瓦苏拉昂的时区为UTC+01:00、UTC+02:00（夏令时）。

## 行政
欧努瓦苏拉昂的邮政编码为02000，INSEE市镇编码为02037。

## 政治
欧努瓦苏拉昂所属的省级选区为拉昂第一县。

## 人口

1962-2008年间欧努瓦苏拉昂人口变化图示

欧努瓦苏拉昂于2022年1月1日时的人口数量为1366人。